# Keisya Levronka
Keisya Levronka (née le 2 février 2003) est une chanteuse et actrice indonésienne.

## Biographie
Elle a commencé sa carrière dans le monde du spectacle en participant à la dixième saison de l'émission de télé-crochet Indonesian Idol, diffusée sur RCTI en 2019-2020,. Après avoir obtenu son diplôme d'Indonesian Idol, elle a rejoint le label Universal Music Indonesia et a fait ses débuts en tant que chanteuse avec la chanson Jadi Kekasihku Saja. Outre sa carrière musicale, Keisya Levronka a également fait ses débuts d'actrice en 2021, avec ses débuts dans la série Jingga dan Senja.
En 2022, sa quatrième chanson, Tak Ingin Usai, a réussi à se hisser en tête de divers classements de musique numérique en Indonésie, notamment les classements Billboard Indonesia pendant 11 semaines lui a valu le premier prix de sa carrière lors d'une cérémonie de remise de prix musicaux en Malaisie, l'Anugerah Industri Muzik, pour la « Meilleure chanson en langue malaise présentée par un artiste étranger »,.